# Marrisp
Marrisp (Limonium vulgare) är en art i familjen triftväxter som förekommer utmed Atlantkusten av Europa, från sydvästra Sverige till Iberiska halvön, men förekommer även som introducerad art på andra platser. År 2008 upptäcktes den på några småöar i Kragerø i Norge och efter det har arten långsamt börjat etablera sig även där. Marrisp utgör förmodligen ett artkomplex som omfattar Limonium maritimum and L. narbonense.

## Utseende och ekologi

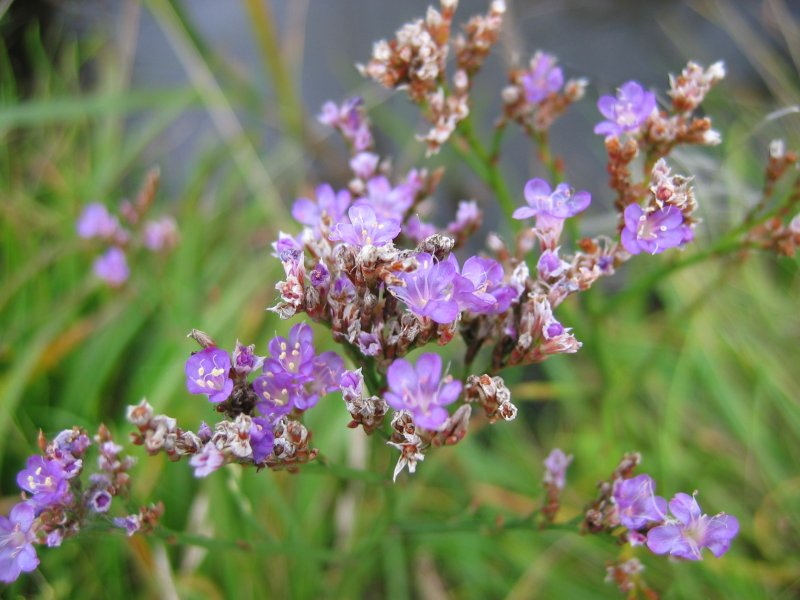
Blommande marrisp

Marrisp blir 15–35 cm hög med 1,5–3 cm breda blad samlade i en basal rosett. Stjälken är nästan rund och grenad bara ovanför mitten. Den ljust lilafärgade blomställningen är tät med 5–8 blommor per centimeter. Calyx-röret är hårigt vid basen och ståndarknappen är gul.

## Ekologi
Marrisp är en perenn som växer i salta våtmarker och havsmiljöer, som havssängar. Den växer i tuvor och dess frön sprids med vattnet och havsströmmar. Blomningstiden är juli–september.